# 田万里鏡田古墳群
田万里鏡田古墳群（たまりかがみでんこふんぐん）は広島県竹原市田万里町にある古墳群。竹原市指定史跡となっている。

## 概要
旧竹原市立田万里小学校の北側の尾根に分布しする古墳群。12基の箱式石棺と、1基の特殊な石の構築物である石台がある。石台は板石で作られた長さ2.3メートル、幅約1メートルの長方形をしている。これは、もがりのための施設と考えられ、全国でもまれな遺構である。
最も高い所にあるA群は、大型箱式石棺3基、小型箱式石棺2基、石台1基からなる。下方のB群は、大型箱式石棺2基、さらに下方に連続して大型の箱式石棺3基が各々一つの平坦面を占めて点在し、さらに下方にC群大型箱式石棺2基が分布している。
6世紀ごろのものと考えられる。

## 交通アクセス
- 竹原駅からバスで25分。